# Alpina chaonaria
Alpina chaonaria là một loài bướm đêm trong họ Geometridae.